# 四眼寶螺
四眼寶螺（学名：Cypraea quadrimaculata）为寶螺科寶螺屬下的一个种。